# خايمي غارزا
خايمي غارزا (بالإنجليزية: Jaime Garza)‏ مواليد 10 سبتمبر 1959 في سانتا كروز، هو ملاكم محترف أمريكي سابق صنّف ضمن فئة وزن الريشة. حقق بطولة المجلس العالمي للملاكمة.

## إحصائيات
خاض خلال مسيرته 54 نزالا، فاز في 48 ولم يتعادل وخسر في 6. فاز بالضربة القاضية في 44 نزالا.

## روابط خارجية
- خايمي غارزا على موقع بوكس ريك (الإنجليزية) (registration required)